# Krzyż na Bruszni

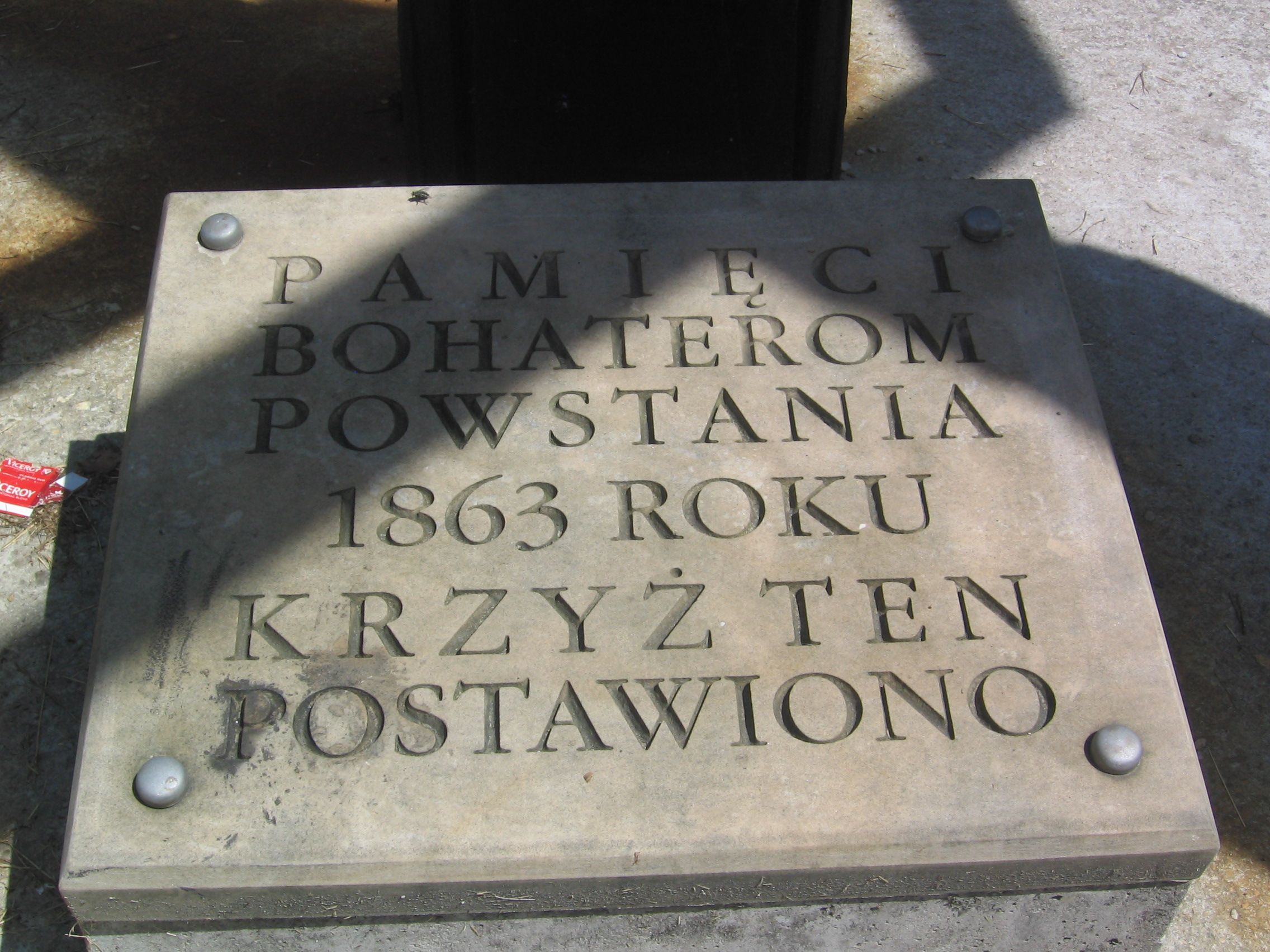
Tablica pod Krzyżem

Krzyż na Bruszni – metalowy krzyż stojący na wzniesieniu Brusznia w Kielcach, upamiętniający miejsce spotkania powstańców styczniowych w nocy z 22 na 23 stycznia 1863, planujących atak na stacjonujący w Kielcach oddział rosyjskiego wojska pod dowództwem płk. Czengerego.
Mierzy 30 metrów, został postawiony w czerwcu 2017. Wcześniej pięciokrotnie wznoszono krzyże w tym miejscu – pierwszy miał charakter prowizoryczny, dwa następne rozpadły się na skutek zniszczenia spowodowanego upływem czasu, czwarty przewróciła wichura, piąty, ze względu na zły stan został rozebrany i wymieniony na metalowy.
W 1916 w 53. rocznicę powstania styczniowego na Bruszni usypano kamienny kopiec i wzniesiono brzozowy krzyż. Rok później z inicjatywy I Kieleckiej Drużyny Harcerskiej im. płk. Czachowskiego postawiono nowy, duży, drewniany krzyż, który został poświęcony przez ks. dr. hm. Jana Mauersberga. Przetrwał do 1937, kiedy to w 25. rocznicę powstania kieleckiego harcerstwa ksiądz Antoni Źrałek poświęcił nowy modrzewiowy krzyż o wysokości 28 metrów. Krzyż był też miejscem harcerskich uroczystości, bo to pod nim w 1940 odbyło się pierwsze konspiracyjne spotkanie Szarych Szeregów.
W 1988 z inicjatywy kieleckich harcerzy w miejsce istniejącego postawiono jodłowy krzyż, który został poświęcony przez ks. bp. Mieczysława Jaworskiego. Mierzył 19,67 m wysokości.
W 2003 z inicjatywy Związku Piłsudczyków wmurowana została tablica z napisem: „Pamięci bohaterom powstania 1863 roku krzyż ten postawiono”. W połowie stycznia 2007 krzyż został przewrócony przez wichurę. Pół roku później, w 90. rocznicę powstania pierwszego krzyża, z inicjatywy miejscowej ludności, harcerzy oraz przy wsparciu władz miasta został postawiony 24-metrowy krzyż. Zamontowano również tablicę pamiątkową, a także odtworzono koronę cierniową, która jest zachowanym elementem krzyża z 1917.